# La Carrière d'une prostituée
La Carrière d'une prostituée (en anglais : A Harlot's Progress) est le nom d'une série de six tableaux (1731) puis de gravures (1732) de l'artiste anglais William Hogarth. Elle raconte l'histoire de Moll Hackabout, une jeune femme venue de la campagne qui, arrivée à Londres, devient prostituée, puis meurt en très peu de temps.
Les tableaux ayant disparu dans un incendie en 1755, il n'est resté que les gravures, qui connurent dès leur publication un gros succès, furent reproduites et imitées jusqu'au XIXe siècle.
Cette œuvre située entre le diptyque Avant et Après et La Carrière d'un roué, forme chez Hogarth un cycle autour de l'innocence corrompue par la débauche, inaugurant par là une nouvelle façon de dépeindre les sujets moraux modernes.

## Histoire et description
Hogarth a d’abord peint une scène de boudoir dans un bordel, inspirée du quartier de Drury Lane (devenu le troisième tableau), et le succès rencontré auprès de ses amis l’encourage à compléter la série en racontant les étapes de cette triste carrière. Le titre est probablement inspiré du titre d’un roman allégorique de John Bunyan, Le Voyage du pèlerin (The Pilgrim's Progress), publié en 1678, et le fond de l'histoire l'est sans doute de Heurs et malheurs de la fameuse Moll Flanders de Daniel Defoe.
Dans le premier tableau, une vieille femme — identifiée comme la mère maquerelle anglaise Elizabeth Needham — complimente Moll pour sa beauté, lui recommande une activité lucrative, et la présente au gentleman en arrière-plan. Au deuxième tableau elle est la maîtresse de deux amants, puis une prostituée au troisième tableau. Le quatrième tableau la montre battant le chanvre à la prison de Bridewell. Au cinquième, elle meurt d'une maladie vénérienne à l’âge de 23 ans. Le sixième tableau évoque la veillée mortuaire.
L'estampe ayant un grand succès, elle est réimprimée plusieurs fois et a fait l'objet de nombreuses copies sans la permission de l'artiste. Hogarth lance alors une pétition qui aboutit à l'Engraving Copyright Act de 1735, pour protéger les droits d'auteur des graveurs.

## La Carrière d'une prostituéedans la culture
- A Harlot's Progress, 2006 : Téléfilm britannique de Justin Hardy avec Zoe Tapper (dans le rôle de Mary Collins), Toby Jones (William Hogarth), Sophie Thompson (Jane Hogarth) et Richard Wilson (Sir James Thornhill)[1]
- A Harlot's Progress, 2013 : Opéra en six scènes du compositeur britannique Iain de Bell. Le livret de l'auteur britannique Peter Ackroyd reprend les tableaux de William Hogarth. Pour la première à Vienne le 13 octobre 2013, c'est la soprano allemande Diana Damrau qui tenait le rôle principal de Moll Hackabout, le chef d'orchestre était le finlandais Mikko Franck, pour une mise en scène de l'Allemand Jens-Daniel Herzog (en).